# Mèo Tiffany
Mèo Tiffany, còn được gọi với nhiều tên gọi khác như Mèo Tiffanie, Mèo lông nửa dài châu Á là giống mèo giống với Mèo lông ngắn châu Á, ngoại trừ bộ lông nửa dài của chúng. Mèo Tiffany được chấp nhận có bộ lông có màu sắc bất kỳ thuộc giống Mèo lông ngắn Châu Á hoặc Mèo Miến Điện. Giống như mèo lông ngắn châu Á, giống mèo này đã được phát triển ở Anh và hiện không được bất kỳ Cơ quan đăng ký nào của Hoa Kỳ công nhận. Nó có sự công nhận đầy đủ của GCCF. Giống mèo này có liên quan đến, và trong một số cơ quan đăng ký giống mèo này là một giống riêng biệt với giống Mèo Chantilly-Tiffany hoặc Mèo lông dài nước ngoài, phiên bản Bắc Mỹ.

## Lịch sử
Giống mèo Tiffanie được phát triển vào những năm 1980 tại Vương quốc Anh như một phiên bản lông dài của giống mèo lông ngắn châu Á. Nguồn gốc của giống mèo có thể được truy nguyên từ một con mèo lông dài và một con mèo thuộc giống mèo Miến Điện. Giống mèo Tiffany rất giống với giống mèo Mèo Burmillas.

## Tính cách
Tiffany là một giống mèo hiền lành, năng động và hiếu kỳ. Mèo thuộc giống này thường gắn bó với chủ sở hữu của chúng, nhưng không phải lúc nào cũng hòa hợp với những con mèo khác, vì chúng có thể tỏ ra khá ghen tuông. Mèo lông dài châu Á có trạng thái tinh thần luôn hy vọng chủ sỡ hữu dành rất nhiều thời gian cho nó. Mèo Tiffany có thể phát ra thanh âm khá lớn và không được khuyến nghị nuôi trong các căn hộ nhỏ.